# Sophie Sel
Sophie Sel, nom de scène de Micheline Hélène Paule Cassel, est une actrice française née le 1er mars 1936 à Neuilly-sur-Seine (Hauts-de-Seine) et morte le 6 août 2003 à Mougins (Alpes-Maritimes).

## Biographie
Sophie Sel (pseudonyme) est la fille née d'un premier mariage d'Annette Poivre et de Jean-Marie Cassel et fille adoptive de Raymond Bussières.
Elle est la petite-fille de Paul Perron et de Clotilde Guignard (parents d'Annette Poivre), d'Emile Cassel et d'Henriette Bernard (parents de son père Jean-Marie Cassel) et de Pierre Bussières et de Marie Chataignier (parents de son père adoptif Raymond Bussières). 
Elle est l'épouse d'Yves Jacques Alphonse Bernard. 
Elle a notamment joué avec Annette Poivre et Raymond Bussières dans Taxi, Roulotte et Corrida (1958).
Elle est inhumée au cimetière de Marchenoir (Loir-et-Cher), aux côtés de son mari et de ses parents.

## Filmographie
- 1947 : Voyage Surprise de Pierre Prévert
- 1952 : Le Costaud des Batignolles de Guy Lacourt : une cliente
- 1952 : Les loups chassent la nuit de Bernard Borderie : une employée de l'hôtel
- 1952 : Les Sept Péchés capitaux, segment La Luxure d'Yves Allégret : l'amie de Chantal
- 1953 : La Tournée des grands ducs d'André Pellenc : Brigitte
- 1953 : Soyez les bienvenus (L'Autocar en folie) de Pierre-Louis
- 1953 : Mon frangin du Sénégal de Guy Lacourt : Mlle Sophie - la fleuriste
- 1954 : Soirs de Paris de Jean Laviron : la fiancée du jeune Américain
- 1954 : Les Corsaires du bois de Boulogne de Norbert Carbonnaux : une domestique des 'Grossac'
- 1954 : Papa, maman, la bonne et moi de Jean-Paul Le Chanois : une élève
- 1955 : Les Fruits de l'été de Raymond Bernard
- 1956 : Rencontre à Paris de Georges Lampin : la promeneuse
- 1956 : Les Copains du dimanche d'Henri Aisner : Mounette
- 1957 : L'Ami de la famille de Jack Pinoteau
- 1957 : C'est une fille de Paname d'Henri Lepage : Hélène - l'infirmière
- 1958 : Le Tombeur de René Delacroix
- 1958 : Taxi, Roulotte et Corrida d'André Hunebelle : Nicole
- 1960 : Quai du Point-du-Jour de Jean Faurez : Sophie